# Bojtina
Bojtina este o localitate din comuna Slovenska Bistrica, Slovenia, cu o populație de 85 de locuitori.